# Чобанова црква
Чобанова црква (јерм. Հովվի մատուռ) мала је јерменска црква у планинској долини седам километара западно од Џулфе надомак обале ријеке Аракс у округу Источни Азербајџан у Ирану. Уврштена је на списак националне баштине Ирана 2002. године, а проглашена за свјетску баштину у мају 2008. године. Дио је Манастира Светог Стефана, у оквиру Јерменског манастирског комплекса у Ирану.
Подигнута је 1518. године, за пастире и локалне мјештане који нису имали цркву у својој непосредној близини. Споља је правоугаоног облика (дужине 7,7 а ширине 5,7 метара), а изнутра крстастог. Направљена је од камена и малтера.
Обнављана је 1836. и 2015. године.

## Галерија
- прије друге обнове
- натпис на јерменском
- олтар
- унутрашњост куполе
- Унескова плоча